# Freycinetia demissa
Freycinetia demissa là một loài thực vật có hoa trong họ Dứa dại. Loài này được Benn. miêu tả khoa học đầu tiên năm 1838.